# Hypserpa trukensis
Hypserpa trukensis är en tvåhjärtbladig växtart som beskrevs av Hosokawa. Hypserpa trukensis ingår i släktet Hypserpa och familjen Menispermaceae. Inga underarter finns listade i Catalogue of Life.